# Margoth Escobar
Margoth Escobar (* 1953/1954 in Puyo) ist eine ecuadorianische Aktivistin für Umweltschutz und indigene Rechte.

## Leben
Margoth Escobar ist Mestizo und wurde 1953 oder 1954 in Puyo in der Provinz Pastaza, geboren. Escobar, eine amazonische Frau, ist gegen die Gewinnung von Rohstoffen im ecuadorianischen Amazonasgebiet. 1975 half Escobar bei der Gründung der Provinzunion der Bauernorganisationen von Manabi (Unión Provincial de Organizaciones Campesinas de Manabí), die für die Wiederherstellung des ländlichen Raums mehrerer Familien in der Provinz Manabí von Bedeutung war.
Escobar wurde beschuldigt, den Direktor von Belorusneft, Andrey Nikonov, angegriffen zu haben, und wurde 2014 von der Staatsanwaltschaft wegen Sabotage und Terrorismus verhört.
Am 13. August 2015 wurde Escobar nach einem Generalstreik und einer Demonstration in Puyo, die von der Gewerkschaft der Handelsarbeiter und indigenen Organisationen  und der Confederación de Nacionalidades Indígenas del Ecuador - Conaie (Konföderation indigener Nationalitäten Ecuadors) organisiert worden war, festgenommen. Die Demonstrationen forderten eine Agrarreform, einen besseren Zugang zu Gesundheitsdiensten, eine Opposition gegen die Entwicklung des Bergbaus, ein Freihandelsabkommen mit der Europäischen Union und eine Opposition gegen eine vorgeschlagene Änderung der Verfassung Ecuadors, die die unbegrenzte Wiederwahl von Präsident Rafael Correa ermöglicht hätte. Ein Richter entschied, dass sie 30 Tage in Untersuchungshaft bleiben sollte, um sie daran zu hindern, den Frieden zu stören. Im Dezember 2015 wurden die Anklagen wegen fehlender Beweise fallen gelassen.
Margoths Haus wurde am 29. September 2018 durch Brandstiftung zerstört. Das Haus war ein Treffpunkt für Mujeres Amazónicas gewesen, das Amazonas-Frauenkollektiv, dem sie angehört. Die weitgehend indigene Gruppe, die auch als Colectivo de Mujeres Amazonicas bekannt ist, verteidigt den ecuadorianischen Amazonas.
Andere Mujeres Amazónicas-Mitglieder, darunter Nema Grefa, Patricia Gualinga und Salomé Aranda, wurden bei der Brandstiftung ebenfalls angegriffen und bedroht, da die Gruppe in Zusammenarbeit mit Amnesty International über 250.000 Unterschriften sammelte sie dem Generalstaatsanwalt von Ecuador übermittelte. Mit den Unterschriften forderten sie einen rascheren Fortschritt bei Ermittlungen der EU. Die Unterschriften wurden am 9. März 2015 geliefert.